# Allans Vargas
Allans Vargas (25 de setembro de 1993) é um futebolista profissional hondurenho que atua como defensor, atualmente defende o Real España.

## Carreira

### Rio 2016
Allans Vargas integrou o elenco da Seleção Hondurenha de Futebol nas Olimpíadas de 2016, que ficou na quarta posição.